# باريكة فرخينوند (مقاطعة تشرداول)
باريكة فرخينوند (بالفارسية: باریکه فرخینوند) هي قرية تقع في قسم هليلان الريفي (مقاطعة تشرداول) في إيران. يقدر عدد سكانها بـ 93 نسمة بحسب إحصاء 2016.